# Кукова Острва на Светском првенству у атлетици на отвореном 2023.
Кукова острва су учествовала на 19. Светском првенству у атлетици на отвореном 2023. одржаном у Будимпешти од 19. до 27. августа осамнаести пут а представљао их је 1 такмичар који се такмичио у трци на 800 метара.,
На овом првенству такмичар Кукових Острва није освојио ниједну медаљу нити је остварио неки резултат.

## Учесници
Мушкарци: 
- Алекс Бедоес — 800 м

## Резултати

### Мушкарци
| Атлетичар    | Дисциплина | Лични рекорд | Квалификације | Квалификације | Полуфинале           | Полуфинале           | Финале               | Финале       | Детаљи |
| Атлетичар    | Дисциплина | Лични рекорд | Резултат      | Место         | Резултат             | Место                | Резултат             | Место        | Детаљи |
| ------------ | ---------- | ------------ | ------------- | ------------- | -------------------- | -------------------- | -------------------- | ------------ | ------ |
| Алекс Бедоес | 800 м      | 1:47,26 НР   | 1:48,31       | 6. у гр. 5    | Није се квалификовао | Није се квалификовао | Није се квалификовао | 46 / 60 (61) |        |